# Кебілі (вілаєт)
Кебілі (араб. ولاية قبلي) — вілаєт Тунісу. Адміністративний центр — м. Кебілі. Площа — 22 084 км². Населення — 146 500 осіб (2007).

## Географічне положення
Розташований в південно-західній частині країни. На північному заході межує з вілаєтом Таузар, на півночі — з вілаєтом Гафса, на сході — з вілаєтами Габес і Меденін, на півдні — з вілаєтом Татауїн, на заході — з Алжиром.
На північному заході вілаєту знаходиться пересихаюче озеро Шотт-ель-Джерід.

## Округи
- Північний Кебілі
- Південний Кебілі
- Північний Дуз
- Південний Дуз
- Сук-Ляхад
- Фауар

## Населені пункти
- Кебілі
- Дуз
- Джемна
- Ель-Каляа
- Сук-Ляхад
- Ум-ас-Самаа

| Туніс | Це незавершена стаття з географії Тунісу. Ви можете допомогти проєкту, виправивши або дописавши її. |